# Eruguera de Mussau
L'eruguera de Mussau (Lalage conjuncta) és una espècie d'ocell de la família dels campefàgids (Campephagidae).
Habita les zones boscoses de les illes St. Matthias, a l'arxipèlag de les Bismarck.
Era considerada una subespècie de l'eruguera variable (L. leucomela) fins fa poc.